# Milan Šufflay
Milan Šufflay (8 de noviembre de 1879 – 19 de febrero de 1931) fue un historiador y político croata. Fue uno de los fundadores de la Albanología y el autor de la primera novela de ciencia ficción croata. Como nacionalista croata, fue perseguido por el Reino de Yugoslavia, y su asesinato causó una ola internacional de rechazo.

## Biografía
Šufflay nació en el seno de una familia noble, en Lepoglava, Reino de Croacia-Eslavonia. Era hijo de Augustin Šufflay, maestro, y de Franciska Welle von Vorstern, de origen húngaro. El escudo de armas de familia fue incluido en Der Adel von Kroatien und Slavonien (1899) como "Sufflay de Otrussevcz". Su apellido original era Sufflei o Schufflei, y sus raíces Otruševec.
Asistió a una escuela secundaria en Zagreb y estudió historia en la Universidad de Zagreb. Obtuvo el doctorado PhD en 1901, en la misma universidad de Zagreb, con una tesis titulada Croacia y el último esfuerzo del Imperio bizantino bajo el cetro de los Tres Comnenos (1075-1180). Fue un alumno brillante y hablaba francés, alemán, italiano, inglés, todas las lenguas eslavas, así como el latín, el griego antiguo y moderno. Más tarde, aprendió albanés, hebreo y sánscrito.

## Política

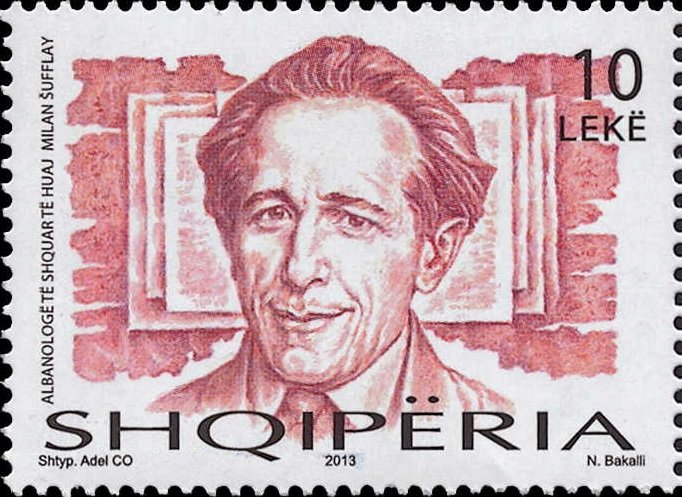
Šufflay en un sello albanés de 2013.

Enemigo del Reino de Yugoslavia, fue arrestado por alta traición y acusado de espionaje para una potencia extranjera, junto con Ivo Pilar, otro historiador croata. Su abogado fue el activista Ante Pavelić. Šufflay fue condenado a tres años y seis meses de prisión, tiempo que pasó en la prisión de Sremska Mitrovica. Fue puesto en libertad en 1922 y regresó a su puesto de trabajo.
En 1928 fue nombrado profesor de la Universidad Eötvös Loránd, pero no pudo tomar posesión por falta de pasaporte. Finalmente, en 1931 obtuvo un visado y viajó a Albania para firmar un contrato de trabajo.

## Asesinato
En mayo de 1931, varios hombres lo rodearon en la puerta de su casa en Zagreb y le rompieron el cráneo a martillazos. Luego, irrumpieron en su piso y tomaron el manuscrito del tercer libro del Codex albanicus. Nunca hubo investigación oficial. 
Los intelectuales Albert Einstein y Heinrich Mann enviaron una carta a la Liga Internacional de los Derechos Humanos en París para protestar por el asesinato de Milán Šufflay.
Según algunas fuentes, acusaban al rey de complicidad en el crimen.

## Obras
- Hrvatska i zadnja pregnuća istočne imperije pod žezlom triju Komnena (Croatia and the Last Efforts of the Eastern Empire under Three Comnenuses, 1901)
- Die Dalmatinische Privaturkunde (Dalmatian Private Deeds, 1904)
- Acta et diplomata res Albaniae mediae aetatis illustrantia (Diplomatic and Other Documents on Medieval Albania, with Jireček and Thalloczy, Vienna, first book in 1913, second book in 1918)
- Kostadin Balšić (1392–1401): historijski roman u 3 dijela (Kostadin Balšić: A Historical Novel in Three Parts, 1920)
- Srbi i Arbanasi (Serbs and Albanians, 1925)
- Na Pacifiku god. 2255.: metagenetički roman u četiri knjige (On the Pacific in 2255: A Metagenetic Novel in Four Books, first printed as a book in 1998)
- Hrvatska u svijetlu svjetske historije i politike : dvanaest eseja (Croatia in the Light of World History and Politics: Twelve Essays, 1928, reprinted in 1999)
- Hrvati u sredovječnom svjetskom viru (Croats in the Global Medieval Upheaval, 1931)
- Izabrani eseji, prikazi i članci (Selected Essays, Criticisms and Articles, 1999)
- Izabrani eseji, rasprave, prikazi, članci i korespondencija (Selected Essays, Discussions, Criticisms, Articles and Correspondence, 1999)
- Izabrani politički spisi (Selected Political Works, published by Stoljeća hrvatske književnosti, 2000)